# Vesna Mališić
Vesna Mališić (Kotor, 1958) srpska je novinarka i književnica. Član redakcija nekoliko uglednih izdanja: Duga, Blic, NIN i drugih.

## Biografija
Gimnaziju je završila u Herceg-Novom, a Fakultet političkih nauka u Beogradu. Od 1982. godine bavi se novinarstvom, najpre, kao saradnik, a potom kao novinar i urednik.
Radila je u više redakcija: nedeljnik NIN, kao pomoćnica glavnog i odgovornog urednika (od 2009); list Blic, Beograd, kao urednica komentara i analiza (2008-2009); magazin za kulturu i društvo Prestup, kao glavna i odgovorna urednica (2001-2008); magazin Blic news, kao urednica teme nedelje (1999-2001), magazin Duga, kao novinar, urednik i autor (1983-1999).
Sarađivala je sa RTV Crna Gora, RTV Hrvatske i televizijom Studiom B u Beogradu. Član je Nezavisnog udruženja novinara Srbije i Međunarodne federacije novinara (IFJ).

## Bibliografija
Knjige
- Čovek od straha (knjiga razgovora), „Partizanska knjiga“, Beograd, 1986.
- Razgovori o krizi (knjiga razgovora), „Naučna knjiga“, Beograd, 1988.
- San o Srbiji (knjiga razgovora sa Zoranom Đinđićem o 5. oktobru), „Čigoja štampa“, Beograd, 2004.
- Kutija od kartona (knjiga reportaža nastalih u periodu 1990-2000), „Službeni glasnik“, Beograd, 2007.

Monografije
- Vesna Mališić i Миле Грозданић. Mijo (monografija o vajaru Miju Mijuškoviću), NIO „Univerzitetska riječ“, Titograd (Podgorica), 1986.

Priređivač
- Jovan Rašković, Luda zemlja, sa fotografijama Milinka Stefanovića, „Akvarijus“, Beograd, 1990.  978-86-7503-015-7.

## Spoljašnje veze
- Intervju sa Vesnom Mališić, Regional, br. 2, Novi Sad, 3. februar 2009.